# بوتي أرمين
بوتي إنسافيلا أرمين (بالإندونيسية: Putty Armein) (ولد في 24 أكتوبر 1981 في فلمبان، سومطرة الجنوبية) هي لاعبة بولينج إندونيسية. احتلت المركز الثامن في التصنيف العالمي في بطولة كأس العالم للبولينج لعام 2006. خلال الجولة النهائية احتلت المركز الثامن أيضا. اسم والدها هو خاجي أرمين يوسبار واسم والدتها إرما ألفات. فازت بميداليتين ذهبيتين وبرونزيتين لمنتخب إندونيسيا في البولينج عام 2005 في دورة ألعاب جنوب شرق آسيا في مانيلا.
فازت بميداليتين ذهبيتين وميداليتين فضيتين في كأس آسيا للبولينج في عام 2006. بالإضافة إلى ذلك فازت بميدالية فضية في دورة الألعاب الآسيوية 2006 في الدوحة، قطر.